# Kościół Świętego Zbawiciela w Sines
Kościół Świętego Zbawiciela (Igreja de São Salvador, zwany Igreja Matriz) – parafialna świątynia rzymskokatolicka w portugalskim mieście Sines.

## Historia
W dawnym kościele znajdującym się w tym miejscu, w 1480 roku, Vasco da Gamie wykonano tonsurę na znak wstąpienia do zakonu Santiago. Obecny wygląd świątynia uzyskała w XVIII wieku, kiedy przebudowano ją według projektu João Antunesa w stylu barokowym. Kościół został uszkodzony w 1755 podczas trzęsienia ziemi. Zabytek od 2014.

## Galeria

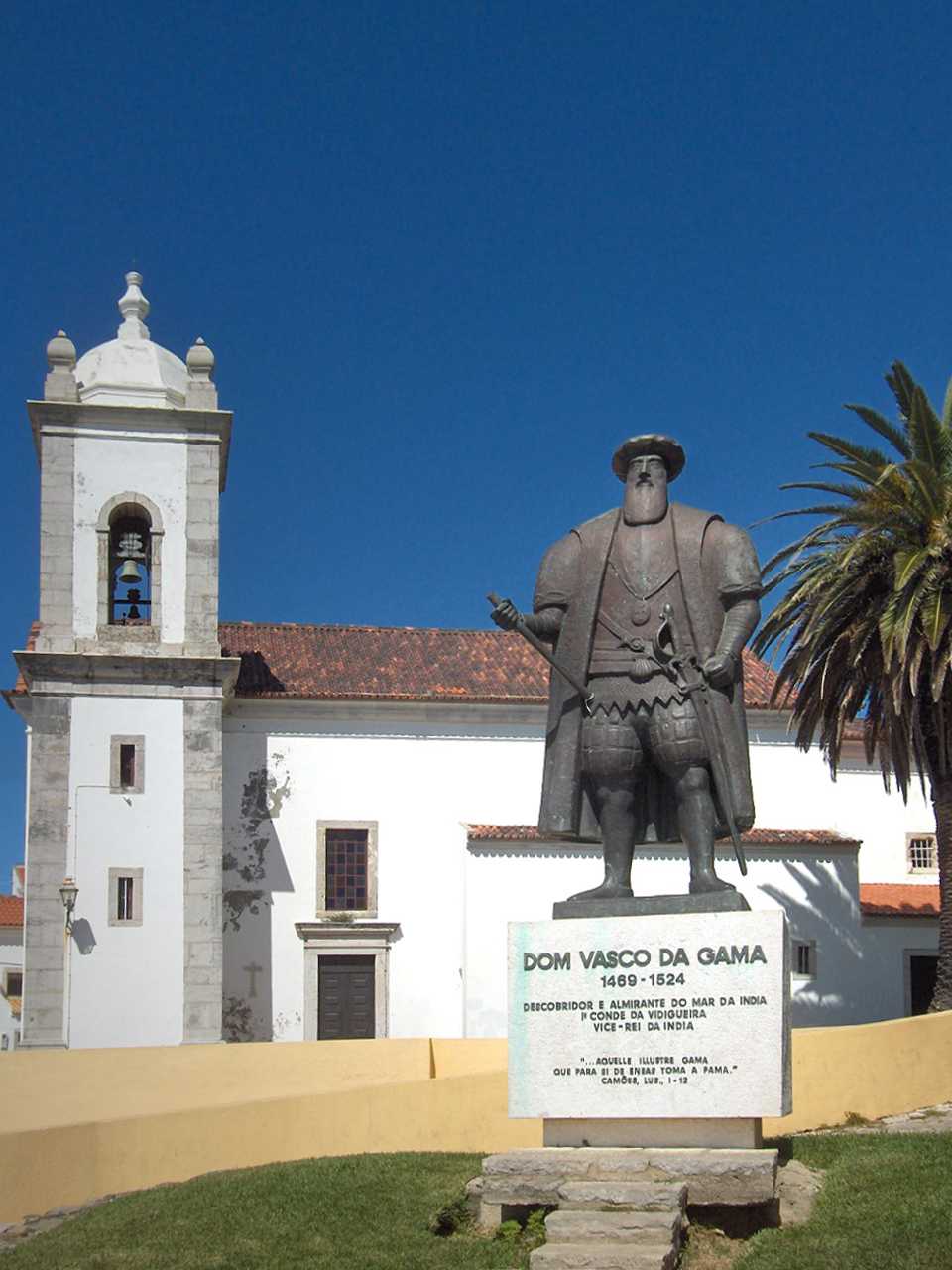
Kościół i pomnik Vasco da Gamy
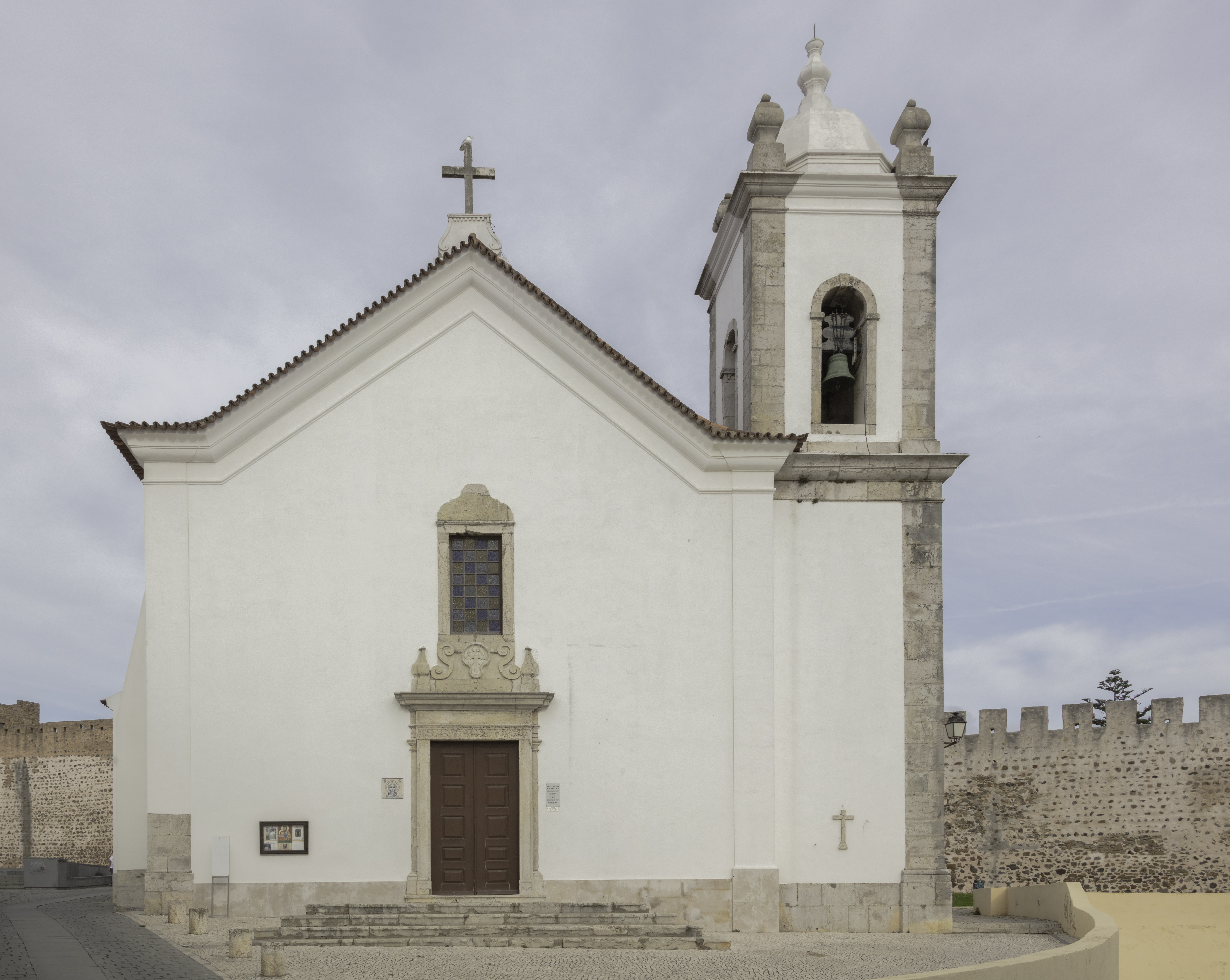
Fasada
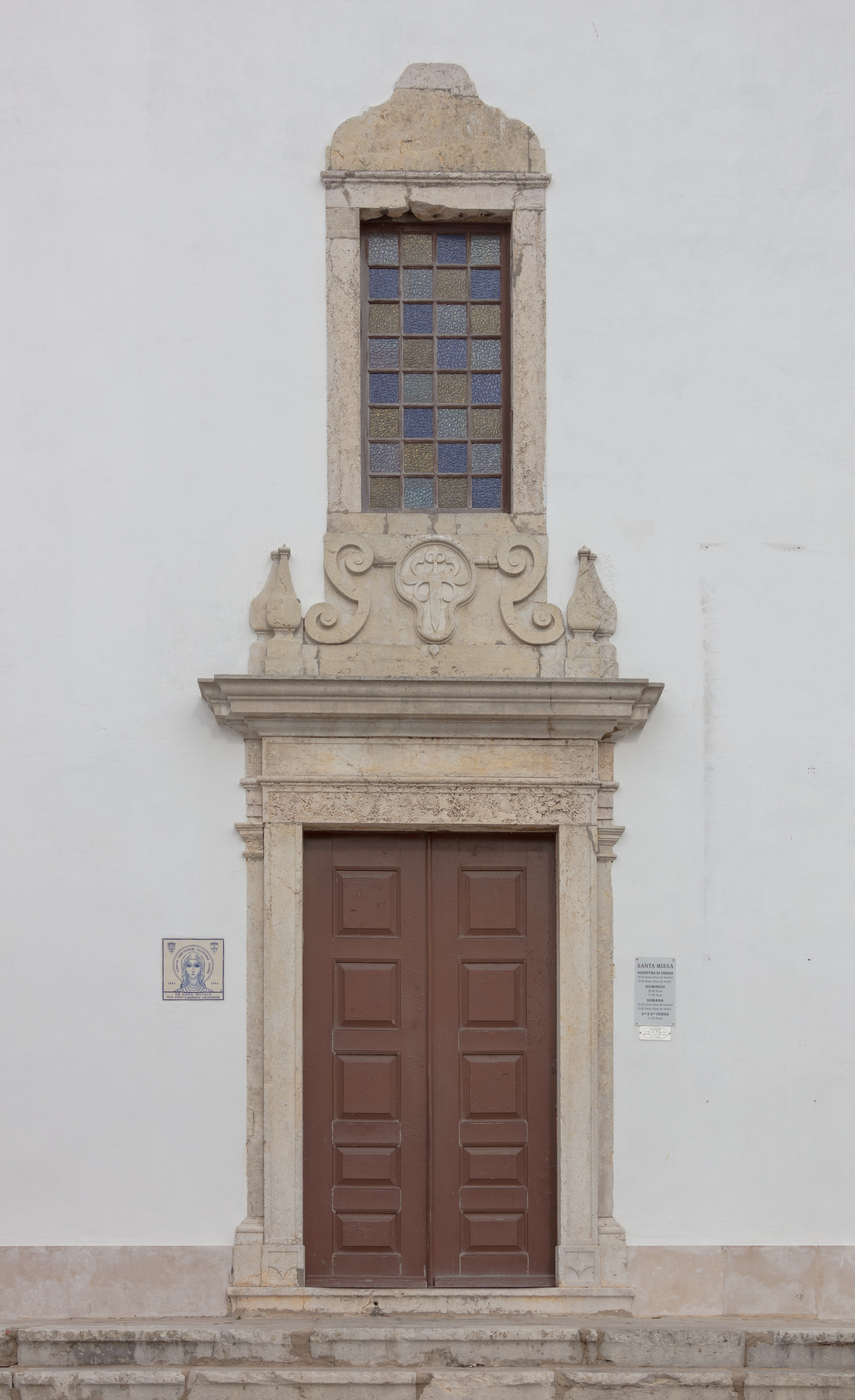
Portal główny
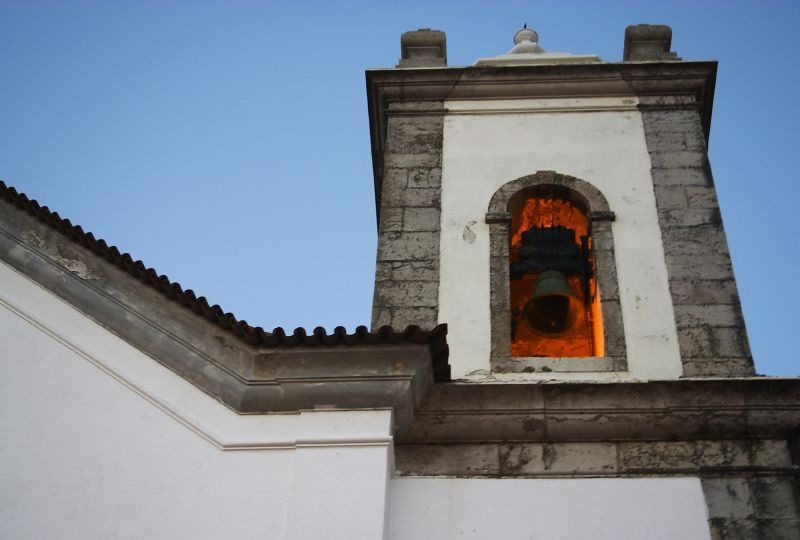
Dzwon na wieży